# Heinrich Spohr
Heinrich Spohr (geboren 1940 in Düsseldorf) ist ein deutscher Sprachwissenschaftler.
Spohr studierte Geographie, Romanistik und Sprachwissenschaft in Marburg und Mainz. Er befasst sich mit Stadtgeschichte, Stadtgeographie und analysierte insbesondere die Düsseldorfer Mundart als Teil des Rheinischen Regiolekts.

## Werke
- Wörterbuch der Düsseldorfer Mundart.
- Das Düsseldorfer Rheinisch. Grupello Verlag, Düsseldorf, 2006, ISBN 3-89978-058-2.